# Банное (Оренбургская область)
Банное — село в Гайском районе Оренбургской области.

## Население
| 2010 |
| ---- |
| 320  |

В селе Банном проживают русские, казахи, башкиры, украинцы и другие народности. На 1 января 2002 года численность населения составляла 394 человека. Как и в других селах, численность населения сокращается: в январе 1975 года проживало 510 человек, в 1998 году — 401.

## География
До райцентра (г. Гай) — 40 км.
До ближайшей железнодорожной станции (Никель) - 31 км